# Hülzlgraben (Pegnitz)
Der Hülzlgraben ist ein etwa 1 km langer linker Zufluss der Pegnitz. Er durchfließt fast vollständig verrohrt den Nürnberger Stadtteil Laufamholz. Der Hülzlgraben ist ein Fließgewässer 3. Ordnung.

## Geographie

### Flusslauf
Der Hülzlgraben entsteht am Ende der Straße Am Behlanger im Distrikt Rehhof in Laufamholz auf Nürnberger Stadtgebiet. Der Bach verläuft ostwärts direkt am Bahndamm der Bahnlinie Bahnstrecke Nürnberg–Schwandorf, am Ende dieser Strecke im Laufamholzer Forst, einem gemeindefreien Gebiet im mittelfränkischen Landkreis Nürnberger Land. Nach Unterquerung der Bahn und Richtungswechsel nach Nordwesten ist der Bach, nun im Distrikt Freiland, noch einige Meter kurz zu sehen, um dann in Verlängerung der Henfenfelder Straße und entlang dieser fast vollständig unterirdisch in Rohren zu verschwinden. Lediglich im Bereich der Haus-Nummer 23 ist noch ein offenes Bachbett vorhanden, das von der Zugangsbrücke zum Anwesen aus sichtbar ist.
Erst an der Einmündung der Andersenstraße in die Henfenfelder Straße kommt der Hülzlgraben wieder zum Vorschein. Hier verläuft er in östlicher, später nordöstlicher Richtung in teilweise kanalisertem und sehr nah von Häusern umgebenen Bett. Kurz vor Erreichen der Strindbergstraße verschwindet der Bach wieder in ein nun nordwärts verlaufendes Rohr, unterquert die Straße, die anliegenden Häuser und auch die Staatsstraße 2241 (Nürnberg–Hiltpoltstein) (Laufamholzstraße) und fließt unterirdisch weiter bis zum Rüblander Ufer, wo er nur noch kurz in einem gemauerten Kanal wieder zum Vorschein kommt, um dann von links in die untere Pegnitz zu münden.

### Flusssystem Pegnitz
- Liste der Fließgewässer im Flusssystem Pegnitz

## Überschwemmungsgebiet
Der Hülzlgraben wird von der Stadt Nürnberg als vorläufig gesichertes Überschwemmungsgebiet geführt. Bei diesem Verfahren der gesicherten Überschwemmungsgebiete werden Gebiete ermittelt, die bei einem Bemessungshochwasser voraussichtlich überschwemmt werden. Dies führt in solchen Bereichen zu teilweise erheblichen Einschränkungen, insbesondere bei der Bebauung.
Die Folgen der fast vollständigen Überbauung des Baches können in Laufamholz immer wieder bei Starkniederschlägen beobachtet werden.

„Beispiel Hülzlgraben im Bereich der Strindbergstraße: Defizit„selbstgeschaffene“Hochwassergefährdung, Bebauung bis ans Gewässer, Wegfall von Rückhalteraum!“

## Bildergalerie

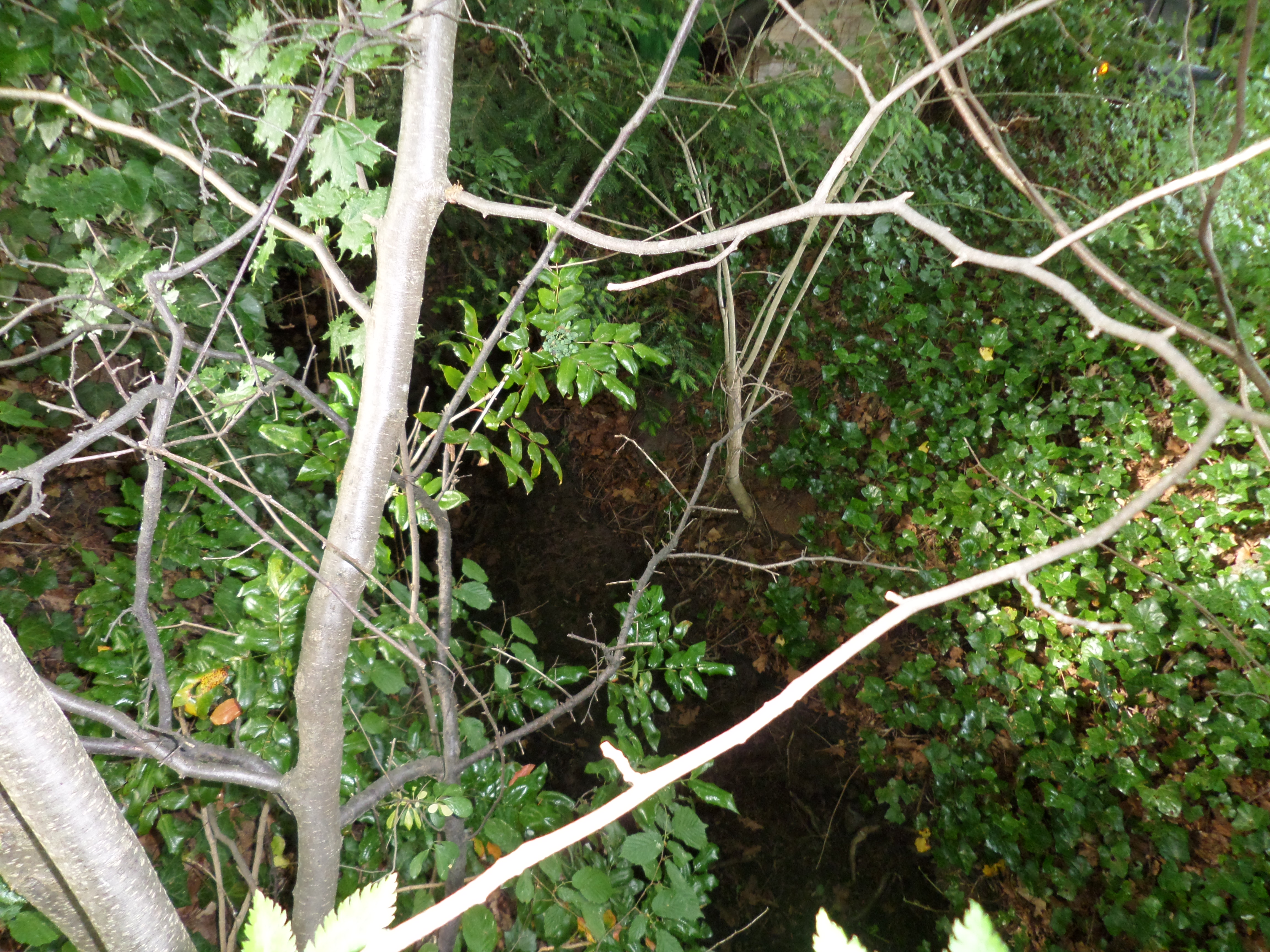
Hülzlgraben an der Henfenfelder Straße
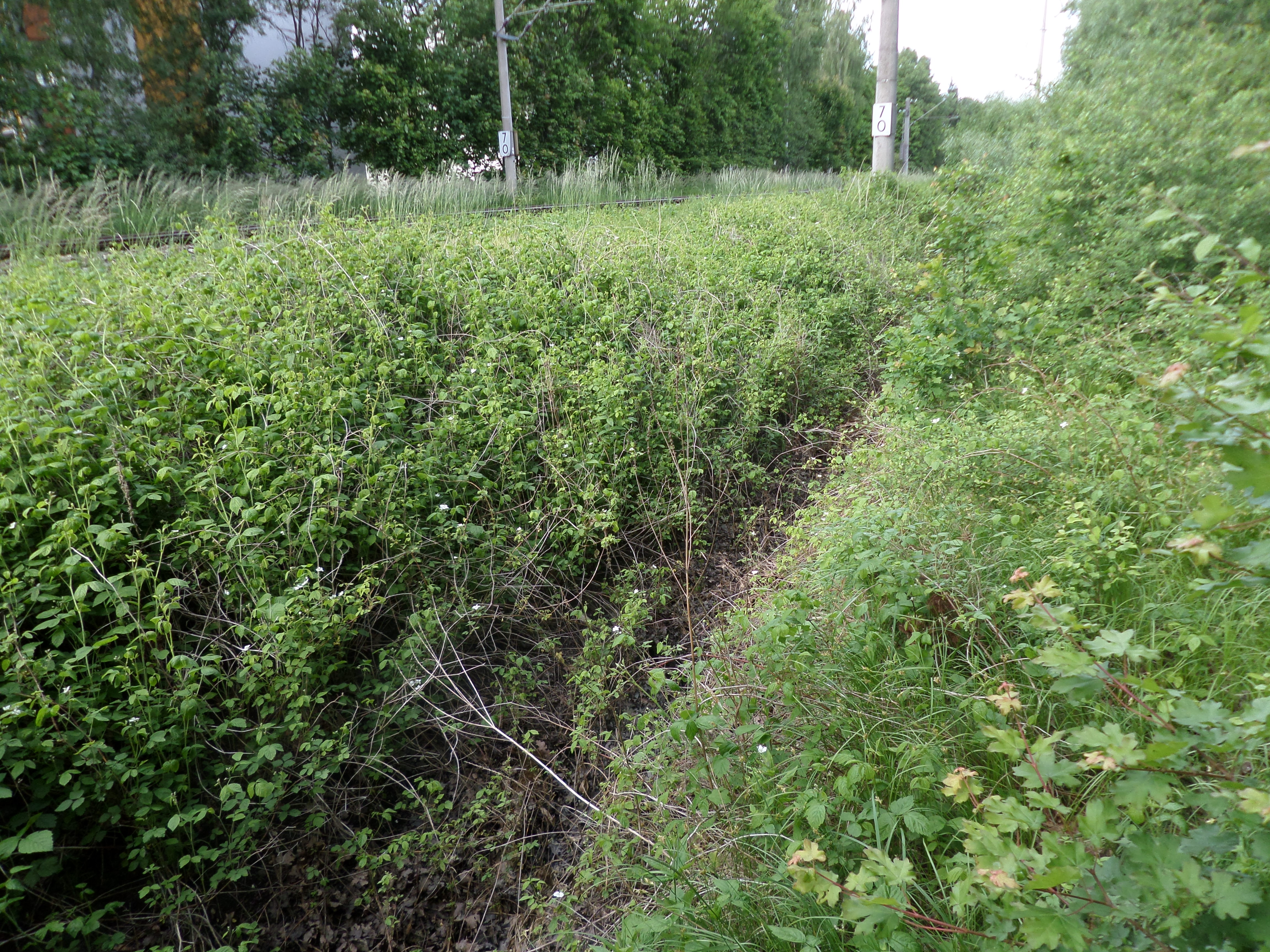
Hülzlgraben am Quellgebiet